# Non con un bang
Non con un bang è un film del 1999 diretto da Mariano Lamberti. 
Presentato alla 56ª Mostra internazionale d'arte cinematografica di Venezia e distribuito nelle sale nel 2001 dalla Thule Film. Il film ha ricevuto una nomination per l'"International Fantasy Film Award" al Festival internazionale del cinema di Porto del 2000.

## Trama
Cesare Settembre è un ventiseienne che studia giurisprudenza per seguire le orme del padre avvocato. Alla vigilia dell'ultimo esame Cesare si ammala di depressione, e inizia a rimanere segregato in casa completamente privo di forze. L'unica persona a cercare di aiutarlo è l'amico Antonio, mentre sua madre sembra più preoccupata di curare la strana pianta che tiene in camera, suo padre si interessa solo alla carriera universitaria del figlio. Per ritrovare uno scopo nella vita Cesare si innamora di Milena, la fidanzata di Antonio, ma nel frattempo la sua famiglia precipita nel caos.

## Accoglienza

### Critica
Paolo Mereghetti ha definito il film "mediocre opera prima nutrita di letteratura che vorrebbe studiare gli effetti della depressione sull'ambiente familiare mirando al surreale (...) ma deve accontentarsi di rimanere tra le quattro mura di casa. Velleitario" Memmo Giovannini di Repubblica lo ha definito "un film intelligente e ricco di citazioni letterarie e culturali che il regista ha saputo ben elaborare e trasformare in immagini, che confluiscono da Kafka con le Metamorfosi, a Sofocle con Edipo, e un omaggio a Marco Bellocchio dei I pugni in tasca"
"Non con un bang (...) è sicuramente anomalo nel suo tentativo di realizzare una commedia grottesca che sfocia lentamente nell'horror."
(Alberto Crespi, Cineforum 388)
"Debutto ambizioso di Mariano Lamberti. Ma 'Non con un bang' (titolo da Eliot) si perde fra fantasmi edipici e guizzi di rivolta impotente. E l'ennesimo Oblomov del giovane cinema italiano tocca troppi registri, magari con talento, per convincere". (Fabio Ferzetti, Il Messaggero, 25 maggio 2001)